# أندراغوجيا
ظهر مصطلح أندراغوجيا منذ حوالي قرنين من الزمن، وقد أصبح شائعًا في كل من
الولايات المتحدة الأمريكية وبريطانيا على أنه الطرق والإستراتيجيات التي تهتم بتعليم الراشدين.
استخدم المصطلح من قبل الأستاذ الألماني «أليكساندر كاب » في عام 1833، وتتطور المفهوم وصيغ في نظرية اسمها «تعليم الكبار» من قبل الأستاذ الأمريكي «مالكولم نولز». وعند «نولز»، تستند الأندراغوجيا على أربع مبادئ يجب توافرها في شخصية «المتعلّم الراشد»، فيما أضيفت الخامسة فيما بعد، وهذه الصفات هي:
1. المفهوم الذاتي: أي أنه يجب على الشخص أن يعي الفرق بين الشخصية المنوطة بغيرها من الشخصية الإنسانية المقادة ذاتيًا.
2. التجارب (بما فيها الأخطاء): لكونه شخصًا ناضجًا، فهو يقوم بجمع وتنمية التجارب حتى تصبح مصدرًا متجددًا مساعدًا على التعلُّم.
3. الاستعداد للتعلم: لكونه شخصًا ناضجًا، فإنه يكون مستعدًا لتعلم المواضيع التي ترتبط مباشرةً مع عمله أو مع حياته الشخصية.
4. توجهات التعلم: لكونه شخصًا راشدًا، فإن وقته يحترم التغيرات من موضوع يمكن تأجيله إلى موضوع مستعجل لا يحتمل التأجيل، لذلك يكون توجهه نحو تعلّم مواضيع ترتكز على حل المشكلات أكثر من توجهه نحو التعلم المواضيعي.
5. التحفيز للتعلم: لكونه شخصًا راشدا، فإن التحفيز على التعلّم يجب أن يكون ذاتيا.

## التسمية
يجب التفريق بين الأندراغوجيا -أندر تعني «بالغ» بالإغريقية، وبين مصطلح آخر شائع الاستخدام وهو البيداغوجيا حيث أن البيد تعني «طفل» وأغوجيا تعني «تعليم».

## مقارنة بين الأندراغوجيا والبيداغواجيا حسب «نولز»
| الصفة            | البيداغوجيا                                                                 | الأندراغوجيا                                                                                |
| ---------------- | --------------------------------------------------------------------------- | ------------------------------------------------------------------------------------------- |
| المتعلم          | تابع للمعلم، فالمعلم يحدد ماذا ومتى وكيف سيؤخذ الموضوع ويختبر إذا تم تعلُّمه. | يكون التوجه نحو الاستقلالية وتكون مهمة المعلم هي التحفيز والتشجيع.                          |
| خبرة المتعلم     | قليلة ولذلك تكون طرق التدريس توجيهيّة.                                       | مصدر وفير للتعلم، لذلك تكون طرق التدريس نقاشيّة.                                             |
| الاستعداد للتعلم | يتعلم الأشخاص ما الذي يتوقع منهم المجتمع تعلمه. لذلك تكون المناهج معيارية.  | يتعلم الأشخاص ما الذي هم بحاجة إليه، لذلك تكون معظم البرامج التعليمية حول الحياة العملية.   |
| توجهات التعلم    | اكتساب جوهر المادة. المناهج مقسمة إلى مواضيع.                               | تعلم الخبرات يجب أن يستند على التجارب، وحيث يكون اهتمام الأشخاص بالناحية التطبيقية للموضوع. |

الا أن نولز غير موقفه حول حدودية تطبيق الأندراغوجيا عل الكبار فقط، واعتقد لاحقا بان "البيداغوجيا والاندراغوجيا يمثلان سلسلة متواصلة متكاملة بين التعلم عن طريق توجيه المدرسين وبين تعلم الطلاب الذاتي، وأنه يمكن تطبيق الاسلوبين على الكبار والصغار بحد سواء بحسب أحوالهم.

## راجع أيضًا
- تعليم الكبار
- نظريات تعليم الأندروغوجيا
- خطة تعلم
- بيئة تعلم شخصية
- الدوافع
- مستعرضة إلكترونية
- التعلم بحسب الحالة
- هوتاغوجيا